# 元気です。
『元気です。』（げんきです。）は、1972年7月21日に吉田拓郎（当時はよしだたくろう）がリリースしたオリジナル・アルバムである。吉田拓郎のアルバムとしては最高のセールスを記録している。

## 解説
あさま山荘事件が起き、沖縄が日本に返還された1972年、学生運動が退潮し、次の時代への期待と不安が入り混じったこの年、吉田拓郎の最高傑作『元気です。』は生み出された。アルバムリリースは第1次田中角栄内閣発足から二週間後のことだった。
それまでフォークを取り上げなかった一般紙までも「フォークの吉田の初アルバム」と書きたてた。拓郎がエレックレコードのようなマイナーレーベル時代に出したアルバムは、そういう世界ではまだ"ないもの"に等しかった。
拓郎は、この年6月の四角佳子との結婚式でマスメディアからの取材を拒否し、さらにテレビ出演を拒否をし続けた時期で、セールス・プロモーションは、ほとんど行われなかったが、リリース直後から話題をさらい、1ヵ月で40万枚を売り上げ、アルバムを手にした若者たちは、この年の夏、取り憑かれたように聞き、没入した。
シングルとは別ヴァージョンの「旅の宿」を収録。ヒットしたシングル曲を別アレンジヴァージョンでアルバムに入れるのは当時は異例だった。

## セールス
オリコン・シングルチャートで1位を獲得した「旅の宿」、モップスに作品提供した「たどりついたらいつも雨ふり」が収録されている。オリコン・アルバムチャートで14週連続（通算15週）1位を獲得するなど、1972年の年間第2位及び1973年の年間第4位に輝いた。1986年にCD化された。1990年のCD選書のほか、2006年にも再リリースされている。
当時は歌手がテレビにバンバン出て、シングルを売って成り立つ音楽業界。アルバムは売れない時代に、テレビを出演拒否しながらも僅か1ヶ月間で40万枚を売り上げるというシングル並みのセールスを記録、オリコンアルバムチャートで14週連続（通算15週）1位を独走しアルバム・セールス時代の先鞭をつけた。
同年7月1日に発売したシングル「旅の宿」が8月7日付けでオリコンチャート1位を獲得。この週から5週間1位を続けるが、二週目の8月14日付けで『元気です。』がオリコンアルバムチャートで1位を獲得し、以降連続14週（通算15週）トップを独走したため、1972年の8月14日～9月4日まで、拓郎作品がシングル・アルバムの両チャート1位を独占する偉業であった。

## 評価
- 元ザ・フォーク・クルセダーズの北山修（きたやま おさむ）は「拓郎とは同い年ですが、音楽界の中では〝次の世代〟というイメージが強い（中略）。音楽界は〝変化"のときを迎えつつありました。フォークルの『帰って来たヨッパライ』のような〝手作り〟の良さを持ったものから、計画的に物事を進めないといけないショー・ビジネスへの転換。フォークソング→ニューミュージック、複数の個性が集団の中で切磋琢磨し合う〝グループ〟→シンガー・ソングライターの〝個人〟の時代への変化などです。拓郎や井上陽水らの登場によって、『時代』は明らかに変わってゆくのです。拓郎のアルバム『元気です。』を聴いたとき、『あぁ時代は変わったんだな』と感じましたね」などと述べている[14]。

- みうらじゅんは「『元気です。』はたぶん僕の人生の中で一番よく聴いたアルバムです。前作の『人間なんて』は宝箱みたいなぐちゃぐちゃ感があったけど、このアルバムは一曲でも曲順違ったら『元気です。』にならないでしょ。プログレの組曲みたいな構成ですから（笑）。一曲目の『春だったね』から『せんこう花火』に続くところなんて俳句の世界でしょ。今はCDだから切れないけど、『たどり着いたらいつも雨降り』までのA面でガツンとポップスやって、B面一曲目の『高円寺』でまたブルージーなフォーク調にもどる。これがまた印象的です。この『高円寺』を聴いて僕の上京は決まったようなものです。この曲聴いたから東京出てきて高円寺に住んで、今も中央線沿線に至るわけです。これが『霞が関』って曲だったら霞が関に住んでいたかもしれない（笑）。でも、高円寺なんですよね。吉祥寺でも下北沢でもない。今はある意味オシャレな街になってますが、この曲以前は高円寺には何もなかったのですから。ジャケット写真もいいですよね。この世界観も一人で放浪しているフォークシンガーなんですね。ここによしだたくろうという人のイメージが確立されたのだと思います。『僕はやっぱり元気なのです』って手書きライナーノーツのような手紙、これがまた、いいんですよ。これはたくろうさんの字なのでしょうか。この時代のたくろうさんの書体に影響され、これがフォントになって、今でも僕の字体になってしまった。この手紙、まるで歌詞のように書かれています。それがわざわざ緑色の紙に印刷されてレコードのインナーに挟まれるというやり口はそれまでになかった。これってとても個人的な内容ですからね。それまではライナーノーツって評論家の人が曲についてのデータを書くというものだったので、革命的で新鮮でした。これまでのフォークの要素をメジャーに行って全部それを歌謡曲に取り込む、というような作業がこのアルバムなのかもしれないですね」等と論じている[15]。

- 江口寿史も同様にジャケット写真と手書きライナーノーツを褒めており[16][17]、ライナーノーツに書かれた「うんざりなのです」「自分の言葉をもつのです」といった拓郎の主張に感動したという[16]。江口は、2010年刊行のレコード・コレクターズ増刊「日本のフォーク／ロック アルバム・ベスト100 1960-1989」で、本アルバムを私のベスト1に挙げ、「レコード・コレクターズでは拓郎の評価が低い。ほぼ黙殺に近い」と述べ、「このレコードとの出会いがなかったら今の自分はないという意味で断然1位であります」と評している[18]。

- スージー鈴木も「音楽雑誌で『70年代アルバムTOP50』という特集があると、はっぴいえんど『風街ろまん』や、シュガー・ベイブ『SONGS』、細野晴臣『トロピカル・ダンディー』ばかりが上位を占める。サザンオールスターズ『熱い胸さわぎ』やキャロルは入ってなかったりする。ある意味では吉田拓郎『元気です。』が1位でもいいんじゃないかと思います」と評している[19]。

## 影響
- 当時高円寺に住まいを置いた拓郎のご当地ソング「高円寺」が拓郎のブレイクにより[3][15][20][21]、多くのフォークシンガーが高円寺に居を置いていたこともあって[22]、"フォークのシンボル"的な町として語られるようになった[3][15][20][23]。それまで高円寺は、その周辺に住む人は別として、都民にとっては何のイメージもない浮かばない街[3]。当然、地方民にとっては知名度0の街だった[3]。「高円寺」の歌詞は「君は何処に住んでいたのですか 高円寺じゃないよね」と否定されるにも関わらず[3]、タイトルとして強烈で、かつて拓郎が住んだこの街の住人になることが、拓郎ファンにとって上京する際の大きな目的となった[3]。
- 拓郎らが起こしたフォークブームで、東芝を皮切りにビクター、キング、コロムビア、ポリドールなど、メジャー系レコード会社のすべてがフォークを売り出し、フォークレコードが氾濫することとなった[24][25]。
- 柴門ふみの最初の連載『P.S. 元気です、俊平』のタイトルは、本レコードと一緒に収められた、拓郎が当時のフォークファンから「商業主義」などと叩かれていたことに対するアンサーが書かれた直筆ライナーノーツに触発されての命名という[26]。柴門は「毎号買っていた音楽雑誌『新譜ジャーナル』に紹介されていて初めて拓郎さんを知ったのですが、それまでのフォークといえば、岡林信康さんなど反戦歌や社会的なメッセージを含んだ歌が主流でしたから、拓郎さんは童顔も相まって、他のフォークシンガーとは違う存在感を放ってたんです。私はそこに惹きつけられました。『元気です。』で一番心に響いたのは『たどり着いたらいつも雨降り』です。アルバムの中では特にポップな曲調ですが、反対に歌詞がやけにやさぐれています。そのぶっきらぼうな歌いっぷりが高校生ながら心に響きました。年齢を重ねても、折に触れてあの歌を聞いていると、大人になるに連れ、サビ終わりの"それでもやっぱり考えてしまう～"のフレーズが沁みるようになってきました。仕事が思うようにいかず行き詰ってしまうとき、あのメロディが浮かびます。人生なんて思い通りにならないんだ。腐っていたって仕方ない。そう励まされる歌です」などと述べている[2]。
- 江口寿史は「『元気です。』との出会いがなければ、今の僕はありません。あのレコードは、僕の人生を決定づけてしまいました。『元気です。』を何度も何度も聞きました。吉田拓郎になりたくて、髪型も服装もすべてを真似しました。拓郎さんの歌はメロディも平易で、スッと耳に入ってくる。自分でもできる気がしたんです。それで小遣いを貯めて名もないギターを5500円で買いました。何百回、何千回と拓郎さんの歌をコピーしました。ところがいくら練習しても拓郎さんに近づけない。あの独特な節回しはどうしても再現できないんです。人は結局、自分以外の人間にはなれないんだ。そう気付いたんです。いくら真似したって、憧れの人にはなれない。それならば、僕でなければできないものを見つけて、その道を突き進もう。そう決めました。それが僕にとっての漫画だったんです」などと述べている[2][16][17]。

## 収録曲
- 全作曲:吉田拓郎

1. 春だったね (3分08秒)
作詞:田口淑子
  - ロックバンドのザ・グルーヴァーズが、1997年に「春だったね'97」というタイトルでカバーした[27]。
2. せんこう花火 (2分08秒)
作詞:古屋信子
3. 加川良の手紙 (3分53秒)
作詞:加川良
  - レコーディングする曲が足りなかった拓郎から切羽詰まって「余った曲ないか?」と電話を受けた加川だったが、余っている曲はなかった。しかし加川には当時の外国の歌によくあった「手紙の文面にそのままメロディを付けて曲にするというアイデアをやってみたい」という構想があり、書き留めていたもの(加川良と「田中さん」とのやりとりの手紙[28])をレコーディングスタジオに持って行くと、拓郎がその場でメロディを付けてささっと仕上げたという[29]。『元気です。』が大ヒットしたため、作詞者としてクレジットされている加川に多額の印税が入ったと言われている。また曲のタイトルにも自身の名前が入ったため、人から「あんたがあの歌の人?」とよく言われたという[30]。
4. 親切 (4分25秒)
作詞:吉田拓郎
5. 夏休み (3分02秒)
作詞:吉田拓郎
  - 前年に発売されたライブ・アルバム『よしだたくろう オン・ステージ ともだち』に収録されている楽曲を、スタジオレコーディングされたバージョン。
6. 馬 (1分13秒)
作詞:吉田拓郎
7. たどり着いたらいつも雨降り (2分50秒)
作詞:吉田拓郎
  - 1972年に、ロックバンドのザ・モップスへ提供した楽曲[31]。拓郎バージョンは、1993年にシングルカットされた。
8. 高円寺 (1分27秒)
作詞:吉田拓郎
  - 歌詞の"君"とは四角佳子のこと[31]。1999年6月20日に放送された『情熱大陸』では、拓郎がプロデビュー後に上京して最初に住んだ杉並区堀ノ内のマンションを訪れたが[3]、ここの最寄り駅は中央本線の高円寺駅ではなく、地下鉄丸ノ内線の新高円寺駅である[3]。『情熱大陸』では堀ノ内のマンションに四角が入り浸るようになって高円寺北に引っ越したと話した[3]。この曲に歌われる高円寺が、堀ノ内なのか、高円寺北なのかは分からない[3]。
9. こっちを向いてくれ (3分26秒)
作詞:岡本おさみ
  - 作詞の岡本とはお互いの詩の接点を見出させたら曲にするという取り決めがあった[31]。本曲のテーマは男のエゴ[31]。結婚を決意した当時の拓郎の心境を岡本と詩をすり合わせた[31]。
10. まにあうかもしれない (2分24秒)
作詞:岡本おさみ
11. リンゴ (1分50秒)
作詞:岡本おさみ
  - コンサートでは前から歌っていた収録曲では一番前に制作していた楽曲[31]。アルバム収録バージョンは石川鷹彦のギターテクニックの披露会というべき趣き[31]。
12. また会おう (3分08秒)
作詞:岡本おさみ
  - 拓郎自身「これぞ絶品」と告白[31]、歌っていても自己陶酔するという[31]。エレキギターはミニバンドの田辺和博（田辺かずひろ）（よしだたくろう オン・ステージ ともだち参照）[31]。
13. 旅の宿 (2分31秒)
作詞:岡本おさみ
  - アコースティック・ギターとハーモニカのみのアルバムバージョン
14. 祭りのあと (4分18秒)
作詞:岡本おさみ
  - 70年安保敗北後の時代の空気を歌ったもの[32]。
15. ガラスの言葉 (3分03秒)
作詞:及川恒平
  - 交流のあった及川に拓郎自身が作詞を頼んだ[2]。渡された歌詞を見て拓郎は「恒平の詞はわからん」と言ったという[2][31]。元々及川の詞はよく分からないが、タクロウらしくないという点で、メロディはイカしていると考えた上での発注[31]。歌詞にはちゃんと"ミルキーウェイ"（天の川）と書いていたのに拓郎は"ミルクウェイ"と歌っている[2]。及川がそれを指摘したが拓郎は「いいんだよ、これで」と言ったため、それ以上の追及はしなかったという[2]。拓郎は歌詞の字面が正しいか否かより、もっと深いところにある音の響きを優先させた。結果、この歌はより自然に心の中に沁み込む曲に仕上がった。「ガラスの言葉」は、まさに吉田拓郎という音楽家の粋が凝縮された歌なのである[2]。

## 参加ミュージシャン
- ギター、E.ギター、オルガン、ピアノ、フラット・マンドリン、ドブロ、E.ベース：石川鷹彦
- ピアノ、オルガン、バンジョー、フラット・マンドリン：松任谷正隆
- ドラムス：林立夫
- E.ベース：後藤次利・小原礼・井口よしのり
- E.ベース、パーカッション、コーラス：内山修
- バンジョー、コーラス: 常富喜雄
- 12弦ギター、コーラス: 田口清
- E.ギター：田辺和博
- コーラス: 陣山俊一・前田仁
- ギター、ハーモニカ、E.ベース、パーカッション、ヴォーカル：吉田拓郎

## 備考
拓郎は1972年8月に受けた『guts』1972年10月号のインタビューで「『旅の重さ』の音楽担当を8月中に仕上げ、予定だが、テレビの仕事としてフジテレビ系の『ミュージックフェア』で30分フルにもらえるそうなのでやりがいがある、もう一つ、TBSのテレビドラマ『おはよう』に出演の話もあり、実現すれば憧れの若尾文子さんとラブシーンが演じられるかもしれない」と述べている。詳細は不明。

## 関連作品
- よしだたくろう ベスト・セレクション
- 春の桜と優雅に語らう17の知恵 ‐ 春の曲を集めたコンピレーション・アルバム、「春だったね」収録。
- 夏歌2 - 夏がテーマの曲を集めたコンピレーション・アルバム、「夏休み」収録。
- 秋歌 - 秋がテーマの曲を集めたコンピレーション・アルバム、「祭りのあと」収録。
- FOLK SONGS 2 - アルバムの中でメロン記念日が「夏休み」をカバーしている。